# Hemithrinax
Hemithrinax es un género con tres especies de plantas con flores perteneciente a la familia  de las palmeras (Arecaceae).  Es un género endémico de Cuba.

## Taxonomía
El género fue descrito por Joseph Dalton Hooker y publicado en Genera Plantarum 3: 930. 1883.
Etimología
Hemithrinax: nombre genérico que combina la palabra griega: hemi = medio, con la palma de nombre genérico Thrinax, probablemente refiriéndose al hecho de que las palmas no son del todo Thrinax.

## Especies
- Hemithrinax compacta (Griseb. & H.Wendl.) M.Gómez
- Hemithrinax ekmaniana Burret
- Hemithrinax rivularis León